# Плескач (танец)
Плескач (укр. Плескач) — украинский сценический танец, впервые поставленный Павлом Вирским на материале фольклорного движения «плескач». Одним из основных элементов танца является ритмичное хлопанье в ладоши. Музыкальный размер 2/4. «Плескач» — танец-игра девочек-подростков, которые не замечают вокруг себя никого и ничего. 
Название танца произошло, по-видимому, от укр. оплески «хлопки в ладоши», которые характерны для танца. По Далю «плескать» означает «бить плашмя по воде, по жидкости; хлопать в ладоши, ударяя в лад по музыке, или в знак одобренья, удовольствия или радости; рукоплескать».
Танец вошёл в золотой фонд национального хореографического искусства.